# Joseph Berberich
Joseph Berberich – auch Josef Berberich – (geboren 20. Mai 1897 in Großkrotzenburg; gestorben 3. Juni 1969 in New York City) war ein deutscher HNO-Arzt, der an der Goethe-Universität Frankfurt lehrte.

## Leben
Berberich wurde als Sohn der jüdischen Rosa Spiegel und Moses Berberich am 20. Mai 1897 in Großkrotzenburg am Main geboren. Seine Reifeprüfung legte er 1914 an der Oberrealschule in Hanau ab. Er studierte anschließend an den Universitäten in Frankfurt am Main und Berlin. Während des Ersten Weltkriegs meldete sich Berberich freiwillig im Ulanen-Regiment Nr. 6 in Hanau, er war anschließend als Arzt im Heer tätig. 
Seine Approbation erlangte er 1919 in Frankfurt. Im gleichen Jahr hatte er bei Victor Schmieden promoviert. Von 1920 bis 1924 arbeitete Berberich im pathologischen Institut der Dr. Senckenbergischen Stiftung. 1923 veröffentlichte er mit S. Hirsch die ersten am lebenden Menschen gemachten Angiogramme (röntgenografische Darstellung der Arterien und Venen). 1924 wurde er erst Assistent, später Oberarzt am Hals-Nasen-Ohrenklinikum in Frankfurt. Seine Habilitation erfolgte 1927 in Frankfurt. Er wurde zum Professor für Ohrenheilkunde und Rhinologie. 1930 ließ er sich als HNO-Arzt in Frankfurt nieder. 1933 wurde ihm als Jude die Lehrbefugnis entzogen. Auch seine Stelle als Oberarzt musste er aufgeben. Bis 1938 führte er aber weiterhin seine Arztpraxis. 
1938 emigrierte er in das Vereinigte Königreich. 1940 wanderte er in die USA aus und ließ sich in New York als Ohrenarzt nieder.

## Ehrungen
Die Joseph-Berberich-Straße in Großkrotzenburg ist nach Berberich benannt.

## Schriften (Auswahl)
- Nachuntersuchungen von Gastroenterostomien wegen Ulkus ventriculi und Ulkus duodeni unter besonderer Berücksichtigung der Röntgendiagnostik. Laupp, Tübingen 1920 (Dissertation).
- Das Mittelohrcholesteatom. Experimentelle und pathologisch-anatomische Untersuchungen. Karger, Berlin 1927 (Habilitationsschrift).
- Lipoidstoffwechsel und endokrines System. In: Handbuch der inneren Sekretion. Band 3. Leipzig 1929.
- Die Behandlung der Ohren-, Nasen- und Halskrankheiten in der Allgemeinpraxis. Leipzig 1930.
- Kreislaufströmungen und Degenerationen. In: Felix Blumenfeld, Rudolf Jaffé (Hrsg.): Pathologie der oberen Luft- und Speisewege. Leipzig 1932.
- als Hrsg. mit L.P. Spiro: Therapie der Tuberkulose. Leiden 1937.